# Değirmenbaşı, Samandağ
Değirmenbaşı là một thị trấn thuộc huyện Samandağ, tỉnh Hatay, Thổ Nhĩ Kỳ. Dân số thời điểm năm 2011 là 3.427 người.